# 平和 (随筆)
『平和』（へいわ、ドイツ語原題：Der Friede, 副題 :「ヨーロッパの青年への言葉、世界の青年への言葉」Ein Wort an die Jugend Europas und an die Jugend der Welt,）は、エルンスト・ユンガーによる著書である。
『平和』は、1941年の冬に執筆され1943年の夏にその全体が完成し、1945年に公表されたユンガーの政治的エッセイである。ユンガーのそれまでの著作『忘れえぬ人々（1928年）』と『総動員（1930年）』は第一次世界大戦のドイツ戦没軍人の、『平和』は第二次世界大戦における全ての死者の追悼論である。エッセイのコピーは、1943年以来流通しており、初版は、1945年に完成する前にイギリスの占領軍当局によって没収され、一部を除く校正版が処分された。

## 概要
ユンガーのナショナリズム思想を読み解く場合、追悼論に着目する必要がある。というのも、ユンガーのナショナリズム思想は、専ら、第一次世界大戦に前線軍人として参加し、そこで同世代の大量死と遭遇した彼自身の経験に由来するからである。ユンガーは元々、ナショナリストであった訳でなく、寧ろ戦後、同世代の死を無にできないという思念に駆られた戦争体験の回顧を通じてナショナリストとなった。
ユンガーは、1920年代末から徐々にナチズムに対してばかりでなく、総じて政治活動一般に対して一線を画し始めている。彼の著作『冒険心』において、ユンガーは当時の心境を次のように述べている。
第三帝国期におけるユンガーは、言わば隠者のそれであり、ナチズムに対して明確な批判的距離を取る一方で、軍部や保守派などによる抵抗運動に対して深い共感を示しつつも、それらへの直接的関与を拒んだ。
『苦痛について』（1934年）辺りから始まり、『大理石の断崖の上で』（1939年）を経て、『射光』（1949年）と『平和』において頂点に達する中期思想において、ユンガーの関心は、自らの初期思想を、近代のカオスに直面した人間の内面的な秩序喪失の表れとして捉え、植物採集と聖書研究とを通じた「偉大な秩序」の探求によって、それを克服することに置かれる。『平和』では、キリスト教共同体としてのヨーロッパ連邦の設立による国民国家体制の超克が唱えられる。後に、ユンガーの後期思想において造形される「森を行く人」や「アナーク」といった無政治的で単独者的な人間像を、初期・中期の思想と対比して一言で特徴づけるならば、国民国家の論理に徹底して付き合った果てにそれらからの内面的離脱が、しかも神学や形而上学に頼らずに模索される、と言える。
菅谷規矩雄は、ユンガーの言語論を邦訳した際、その訳者ノートにおいて、「ナショナリズムを基底としてナチズムを超出する抵抗の思想ははたして可能か、という問いに、エルンスト・ユンガーがひとつの不可避のネガティヴ、わが国の戦争期の文学・思想には殆ど類例のない問題性を提起している」と述べた上で、ゴットフリート・ベンの「没主体」的なナチ体制加担者とその帰結たる「小市民的保身」と比較する形で、ユンガーの歩んだ「アクティヴな」途が孕みうる可能性を、その否定性と共に示唆した。
ユンガーの追悼論には、戦死者の追悼を政党政治の道具として、或いは国民統合の方便として利用する打算的態度を許さない、ある純粋さが孕まれている。ユンガーは、権威主義的儀礼と結びついた第二帝政期の追悼論を、自己に威信を与えるためだけに唱えられる「官製の愛国主義」と貶す一方で、戦間期のあらゆる陣営において流行となった戦没軍人崇拝を、「戦死者の血に訴える大規模な政治的商売の特別部門」、「決まり文句で水増しされた政党政治」、「天と地の間にあるものなら何でも儲けの種にする、あの文明の精神に相応しい死者崇拝」、などと言葉の限りを尽くして罵倒している。
ユンガーのナショナリズム思想は、特定の体制と結びついた国体論でなく、寧ろ追悼そのものを内容とする国民論である。『平和』で示される一見理解しづらいユンガーの変貌の中に、彼なりの内的必然性に駆られた発展の筋道が浮上している。『総動員』におけるナショナリストとしてのユンガー像と、『平和』における汎ヨーロッパ主義者としてのユンガー像との間には、大きな懸隔がある。『総動員』ではユンガー自身のドイツ人としての立脚点が依然として固守されたものの、続く『労働者』で、労働者という新しい人間類型による労働国家という世界帝国型の国家秩序の出現との予測が肯定的に論じられたことによって、民族的な特殊性に対するユンガーの固執は、少なくとも決定的に破棄された。『平和』では、ユンガーのこのような政治社会理論的発展を受けて、第二次世界大戦の歴史的意義が、国民国家体制の清算と複数の帝国へのそれの再編とを内容とする「人類最初の共同作業」として位置づけられる。『忘れえぬ人々』から『平和』に至るまでのユンガーの追悼論が、私心のない献身の行為に対する敬意を本質とする点で首尾一貫していることは、『平和』における次の一説からも見て取れる。

## 抄録

### 序言として引用された言葉
- 第1部 種子 「愛によって完全に克服された憎悪は、愛に変わる。そのとき愛は、憎悪を経ないときよりも、いっそう強いものとなる」 ― （スピノザ『倫理学』、定理第44）
- 第2部 果実 「市民的世界の平穏の中ではなく、黙示録的な雷鳴の中で、宗教が再生するであろう」 ― （ヴァルター・シューバルト（ドイツ語版）『ヨーロッパと東方の魂』）

## 邦訳書
- 『追悼の政治―忘れえぬ人々/総動員/平和』（川合全弘 編訳、月曜社、2005 ISBN 4-901477-14-5）
- 『ユンガー政治評論選』（川合全弘 編訳、月曜社、2016 ISBN 978-4-86503-032-7）